# 9月8日 (旧暦)
旧暦9月8日は旧暦9月の8日目である。六曜は仏滅である。

## できごと
- 天授元年（ユリウス暦690年10月16日） - 武則天が皇帝・睿宗を廃し、皇帝に即位して国号を「周」とする
- 安政6年（グレゴリオ暦1859年10月3日） - 尊攘派の小浜藩士・梅田雲浜を京都で捕縛。安政の大獄が始まる
- 慶応4年/明治元年（グレゴリオ暦1868年10月23日） - 明治天皇が一世一元の詔を発布し、明治に改元
- 明治3年（グレゴリオ暦1870年10月2日） - 陸軍観兵式でイギリス人軍楽隊教師・フェントン作曲の『君が代』が初演奏
- 明治4年（グレゴリオ暦1871年10月21日） - 「海軍条例」制定。兵部省に海軍部を設置

## 誕生日
- 享保12年（グレゴリオ暦1727年10月22日） - 井伊直禔、第10代彦根藩主（+ 1754年）
- 元治元年（グレゴリオ暦1864年10月8日） - 池田菊苗、化学者（+ 1936年）

## 忌日
- 懿徳天皇35年（ユリウス暦紀元前477年10月6日） - 懿徳天皇、4代天皇
- 宝永2年（グレゴリオ暦1705年10月25日） - 徳川頼職、4代紀州藩主・徳川吉宗の兄（* 1680年）
- 安永4年（グレゴリオ暦1775年10月2日） - 加賀の千代女（千代尼）、俳人（* 1703年）